# Syzygospora marasmoidea
Syzygospora marasmoidea är en lavart som beskrevs av Ginns 1986. Syzygospora marasmoidea ingår i släktet Syzygospora och familjen Carcinomycetaceae.   Inga underarter finns listade i Catalogue of Life.